# Bolesław Zarako-Zarakowski
Bolesław Zarako-Zarakowski (vel Zarakow-Zarakowski) ros. Болеслав Францевич Зарако-Зараковский (ur. 18 marca?/30 marca 1894 w Połocku, zm. 2 grudnia 1963 w Moskwie) – kapitan Armii Imperium Rosyjskiego, generał porucznik Armii Czerwonej i generał dywizji Wojska Polskiego.

## Służba wojskowa

### Armia Imperium Rosyjskiego i Armia Czerwona
Ukończył Korpus Kadetów w Połocku, następnie Szkołę Oficerów Piechoty w Moskwie. Od 1913 oficer zawodowy armii rosyjskiej. W czasie I wojny światowej doszedł do stanowiska szefa sztabu pułku piechoty, kapitan z 1917. Od czerwca 1918 w Armii Czerwonej: dowódca brygady, szef sztabu dywizji, szef katedry taktyki w Wojskowej Akademii Inżynieryjnej. W latach 1937–1941 był represjonowany ze względu na polskie pochodzenie. Zwolniony z więzienia w 1941 wraz z najazdem Niemiec na ZSRR. Na froncie dowódca pułku piechoty, komendant kursów oficerskich. W okresie od 9 marca 1943 do 5 maja 1944 dowodził 160 Dywizją Strzelecką, później szef sztabu Frontu. 1 września 1943 awansował na generała majora.

### Ludowe Wojsko Polskie
7 października 1944 roku został skierowany do Wojska Polskiego. Krótko pełnił obowiązki szefa sztabu 1 Korpusu Polskich Sił Zbrojnych w ZSRR, później powołany został na stanowisko szefa Sztabu Głównego Naczelnego Dowództwa WP. Obowiązki szefa sztabu pełnił do 31 grudnia tego roku. 1 stycznia 1945 roku przeniesiony został na niższe stanowisko służbowe – zastępcy szefa SG ND WP, którym został wówczas gen. dyw. Władysław Korczyc. Służbę w Sztabie Głównym WP zakończył 19 kwietnia 1945 roku i objął dowództwo Okręgu Wojskowego Nr VI w Łodzi. 14 grudnia 1945 roku Krajowa Rada Narodowa nadała mu stopień generała dywizji, ze starszeństwem od 1 stycznia 1946 r. już na stanowisku dowódcy Okręgu Wojskowego Nr IV we Wrocławiu. 12 grudnia 1946 roku przeniesiony na równorzędne stanowisko dowódcy Okręgu Wojskowego Nr II w Lublinie.
Był przewodniczącym Wojewódzkiego Komitetu Bezpieczeństwa w Łodzi.

### Akademia Sztabu Generalnego WP
25 lipca 1947 mianowany został komendantem Akademii Sztabu Generalnego mieszczącej się w Warszawie przy ul. Opaczewskiej 2 (obecnie ulica Stefana Banacha 2), w budynku Wolnej Wszechnicy Polskiej, pierwszy w nowo powstałej uczelni. Jego najbliższym współpracownikiem był wówczas dyrektor nauk, gen. bryg. Józef Kuropieska, który w swoich wspomnieniach tak scharakteryzował jego sylwetkę:
„(...) mój nowy przełożony jest człowiekiem wyjątkowo dobrze wychowanym, o niecodziennych manierach i szczególnym takcie. Przyjął mnie bardzo serdecznie (...) Na podkreślenia zasługują harmonijne stosunki, jakie zaistniały wśród kadry wykładowczej. Było to przede wszystkim zasługą gen. Zarako-Zarakowskiego, będącego wzorem dobrze wychowanego oficera. Nie znałem w życiu innego generała, który by przy wejściu kogokolwiek do jego gabinetu zawsze wstawał i uprzejmie się witał. (...) Generał stanowił typ uroczego gospodarza, kiedyś zapewne urzekającego światowca, z którym nie sposób było wszcząć rozważań bez choćby najskromniejszego zakrapianego poczęstunku. (...) bardzo dobrze znał Michała Tuchaczewskiego. Zdaje się kończyli tę samą szkołę, czy też byli rówieśnikami i znali się z tego samego garnizonu. (...) Znał również dobrze generała armii Hieronima Uborewicza i uważał go za Polaka. Był jego podwładnym w okresie, gdy pracował w Białoruskim Okręgu Wojskowym. Pewnego razu, w czasie rozmowy w cztery oczy Uborewicz polecił by, by Zarako-Zarakowski przychodził do niego od czasu do czasu porozmawiać po polsku, bo inaczej obaj zapomną języka. Fakt, że Zarakowski takie rozmowy prowadził ze mną w 1947 roku, świadczy, że nie tylko miał do mnie zaufanie, ale był człowiekiem szczególnej odwagi.”
10 lutego 1948 obowiązki komendanta akademii przekazał gen. Zygmuntowi Berlingowi.

## Powrót do ZSRR
19 kwietnia 1948 zakończył służbę w Wojsku Polskim i powrócił do ZSRR. Służby w Armii Czerwonej już faktycznie nie pełnił. Przeniesiony w stan spoczynku mieszkał w Moskwie, gdzie zmarł. Został pochowany na Cmentarzu Dońskim w Moskwie.

## Życie prywatne
Był żonaty z Zinajdą Michajłowną Gerrec. Miał syna i córkę.

## Awanse
- generał major – 1 września 1943
- generał dywizji – 14 grudnia 1945

## Ordery i odznaczenia
- Krzyż Komandorski Orderu Odrodzenia Polski (1945)
- Order Krzyża Grunwaldu III klasy (11 maja 1945)[6][7]
- Złoty Krzyż Zasługi (1946)
- Medal „Za Warszawę 1939–1945”
- Medal „Zwycięstwa i Wolności 1945”

- Order Lenina (ZSRR, 21 lutego 1945)
- Order Czerwonego Sztandaru (ZSRR, trzykrotnie: 17 sierpnia 1943, 25 sierpnia 1944, 3 listopada 1944)
- Order Wojny Ojczyźnianej I klasy (ZSRR, 3 kwietnia 1943)
- Medal „Za obronę Moskwy” (ZSRR)
- Medal „Za zwycięstwo nad Niemcami w Wielkiej Wojnie Ojczyźnianej 1941–1945” (ZSRR)
- Medal „Za wyzwolenie Warszawy” (ZSRR)
- Order Świętego Włodzimierza IV stopnia (Imperium Rosyjskie)